# Trimíklini
Trimíklini är en ort i Cypern.   Den ligger i distriktet Eparchía Lemesoú, i den centrala delen av landet, 50 km sydväst om huvudstaden Nicosia. Trimíklini ligger 511 meter över havet och antalet invånare är 174. Den ligger på ön Cypern.
Terrängen runt Trimíklini är kuperad åt sydost, men åt nordväst är den bergig. Trakten runt Trimíklini är ganska tätbefolkad, med 230 invånare per kvadratkilometer. Närmaste större samhälle är Ýpsonas, 18,2 km söder om Trimíklini. Trakten runt Trimíklini är i huvudsak ett öppet busklandskap.